# 津上站
津上站（：／ Jinsang yeok */?）是慶全線沿線的一座鐵路車站，位于韓國全羅南道光陽市津上面，有無窮花號列車停靠。

## 历史
- 1968年2月7日 - 落成使用[1]。

## 圖片

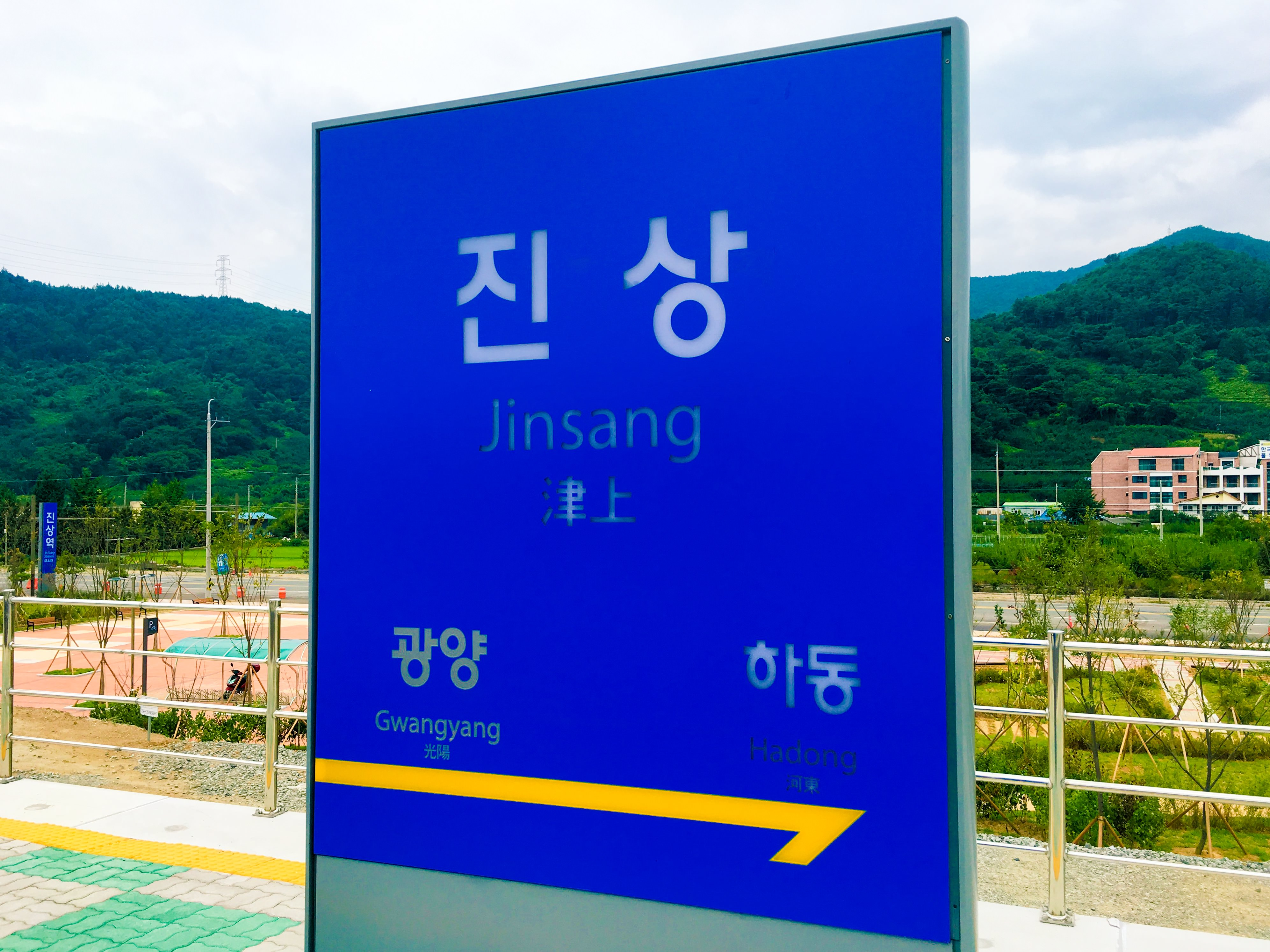
站牌
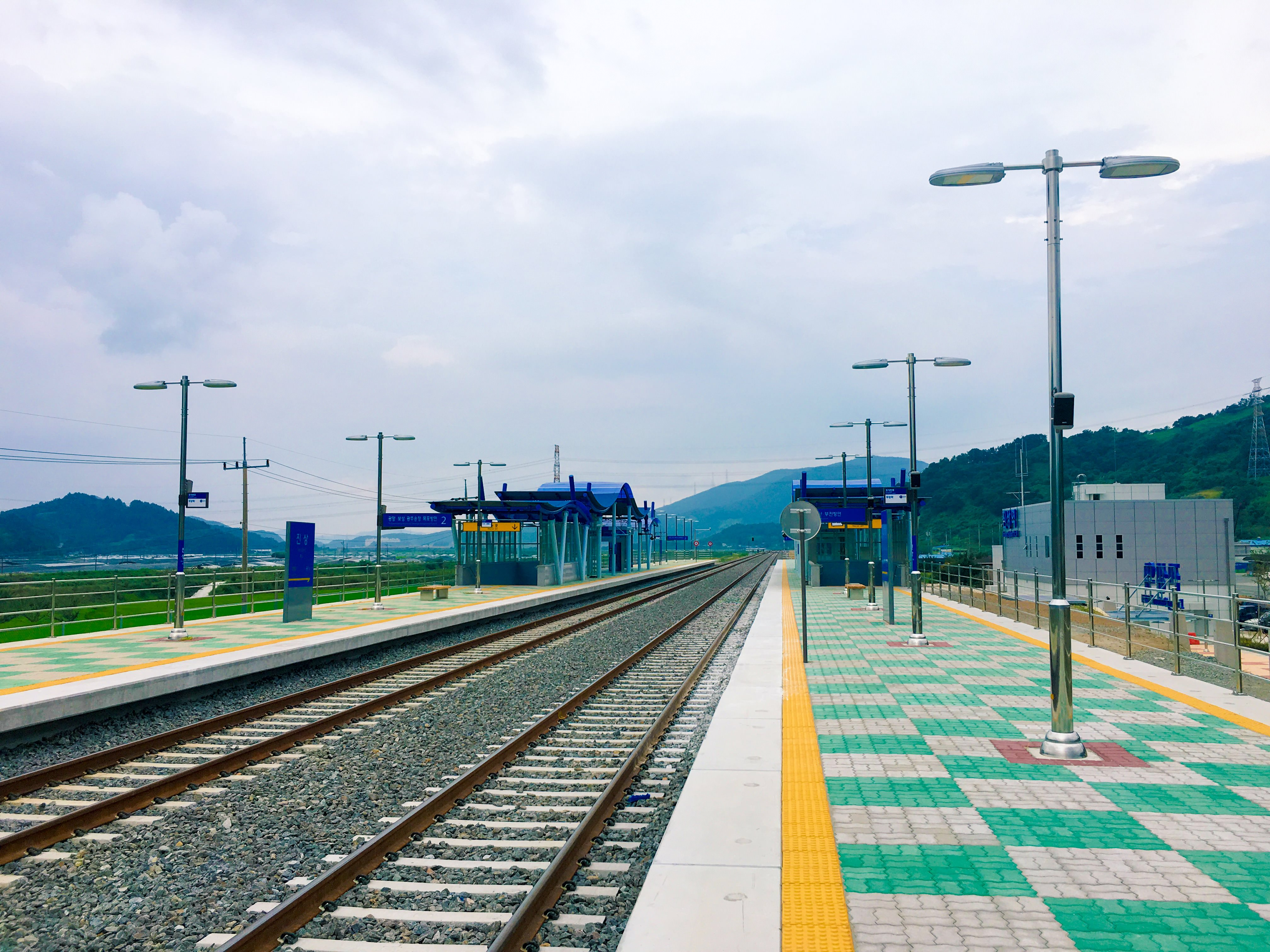
車站月台
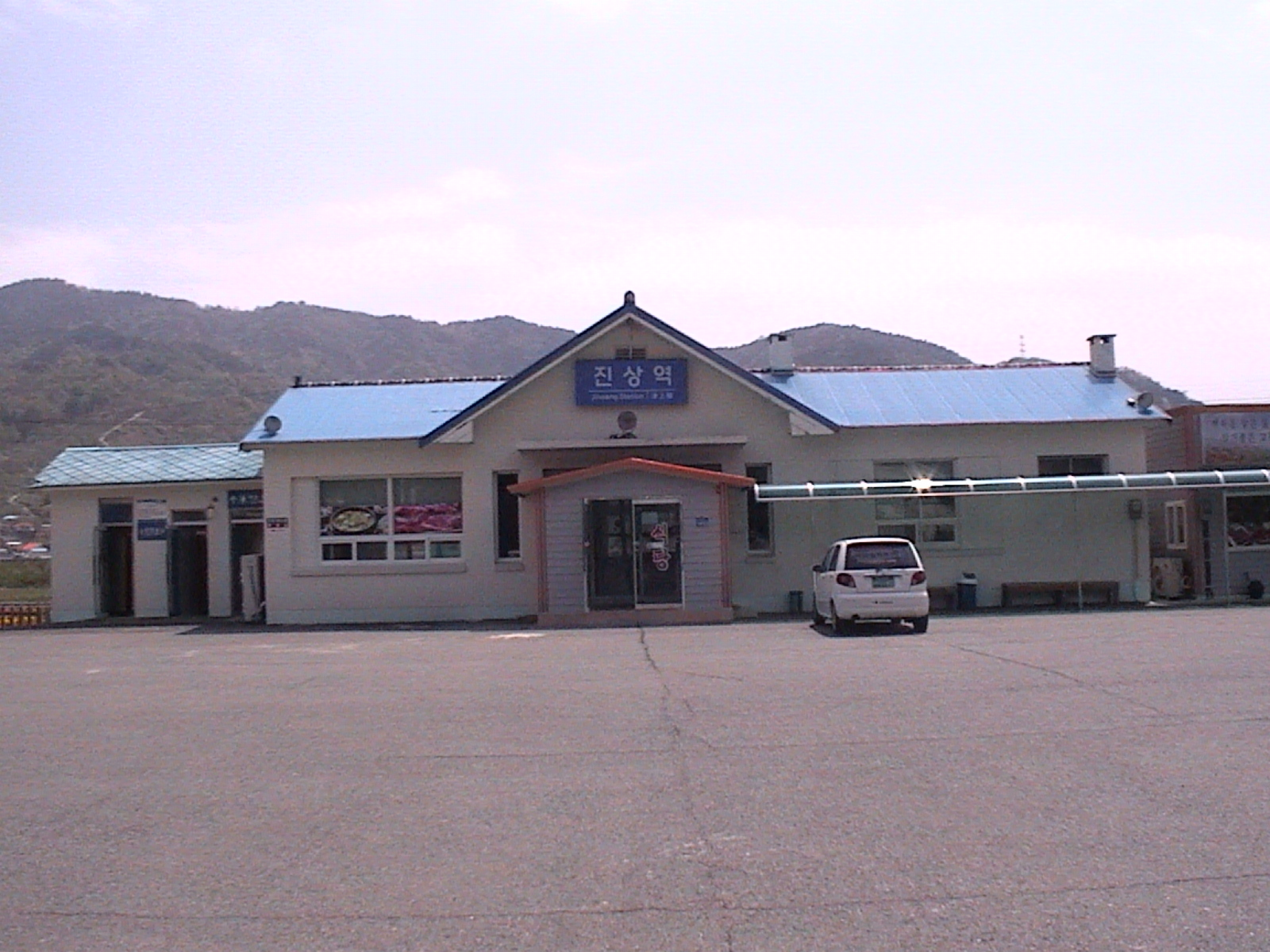
舊站舍

## 相鄰車站
韓國鐵道公社
慶全線
河東－津上－光陽